# Old Madrid FC
El Old Madrid FC es un club de fútbol de las Islas Vírgenes Británicas que juega en el Campeonato de fútbol de las Islas Vírgenes Británicas, la primera división de fútbol en el país.

## Historia
Fue fundado en el año 2002 en la isla de Tórtola y debutaron en la liga de la ciudad en esa temporada, terminando en cuarto lugar de la liga. En la temporada siguiente consiguieron ganar su primer y único título de la liga regional.
En 2008 se unieron a la liga de Virgen Gorda luego de la fusión de las ligas regionales en el país, aunque no permaneció por mucho tiempo en la liga tras la creación del campeonato nacional un año después.
En la temporada 2013/14 lograron ganar el título de la primera división, con lo que jugarían en el Campeonato de fútbol de las Islas Vírgenes Británicas por primera vez en su historia.

## Palmarés
- Liga de Tórtola: 1

2003